# Svarta tavlan

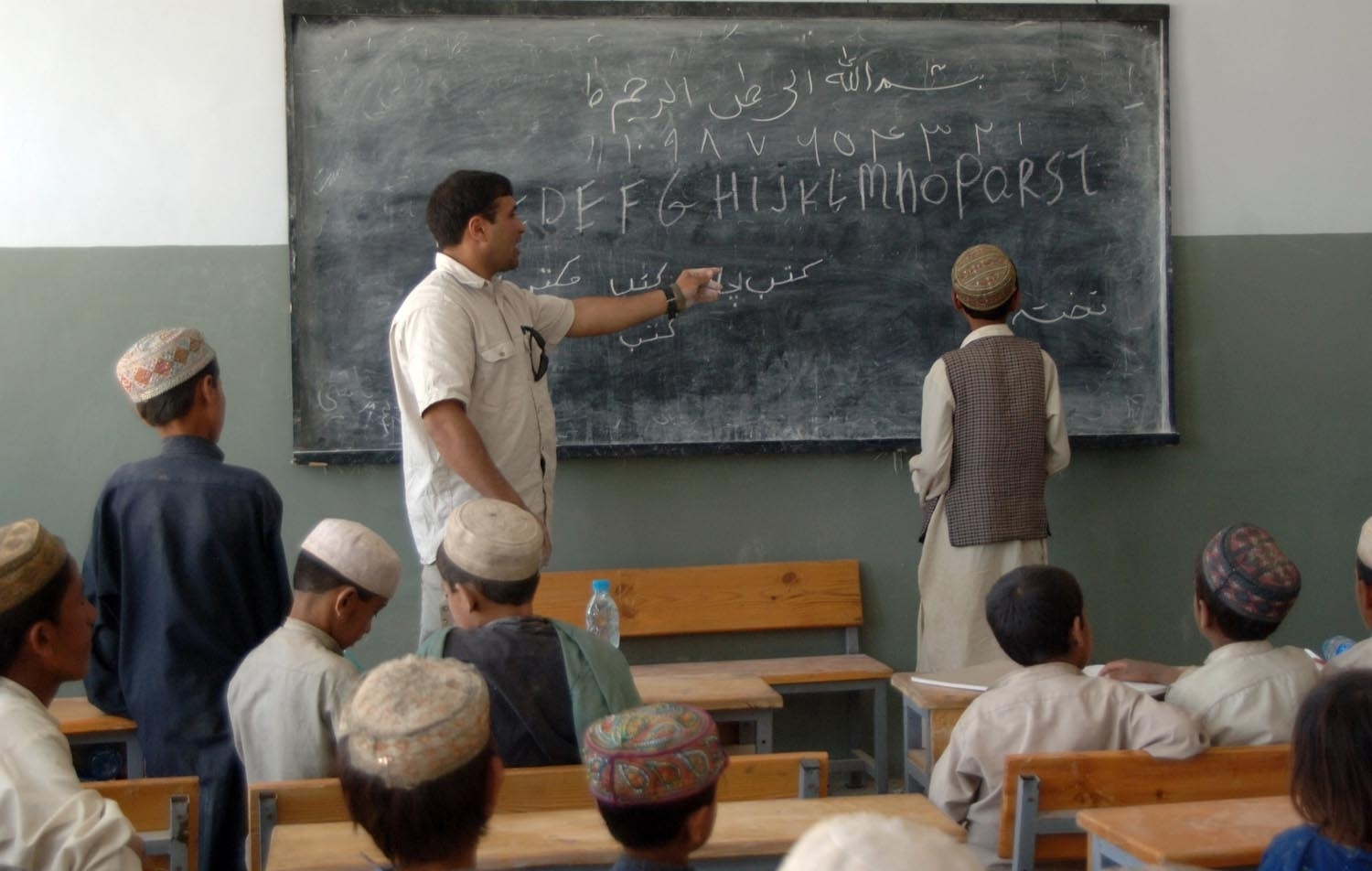
Svarta tavlan i ett klassrum i Afghanistan.

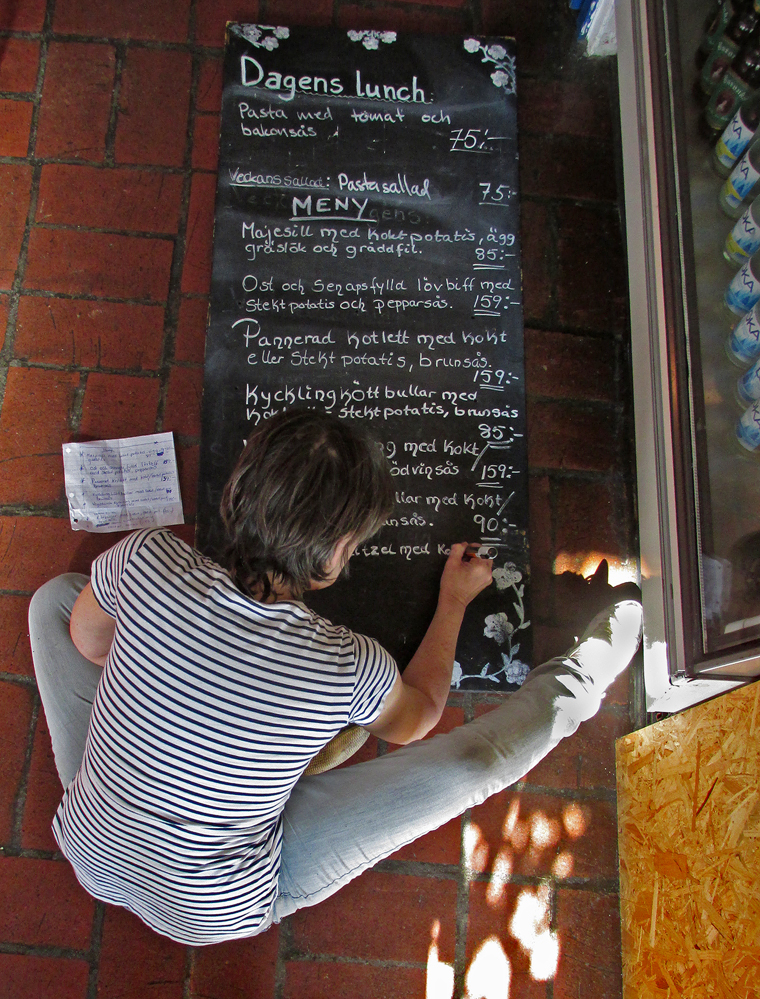
Dagens meny skrivs på svarta tavlan.

"Svarta tavlan" eller krittavla är en typ av skrivtavla, ursprungligen tillverkad av skiffer, som man kan skriva eller rita på med tavelkritor och sedan sudda bort det man har skrivit. Den används bland annat i skolundervisningen, för den aktuella menyn i restauranger och för lek i hemmen. "Svarta tavlan" lever kvar som uttryck, trots att det länge varit vanligt med tavlor i mörkgrönt.
Svarta tavlan används i grundskolesystemen i många delar av världen, ofta väggmonterad längst fram i klassrummet – även om de i Sverige blivit mindre vanliga med tiden. I universitetsvärlden har den varit särskilt vanlig vid undervisning i matematiska och tekniska ämnen. Den svarta tavlan har på senare tid ofta ersatts av moderna alternativ som whiteboard och interaktiv skrivtavla.
För att sudda på en krittavla används vanligen en tavelsudd med textilmaterial eller en tvättsvamp. I äldre tid användes ibland hartassar som tavelsuddar.

## Bildgalleri

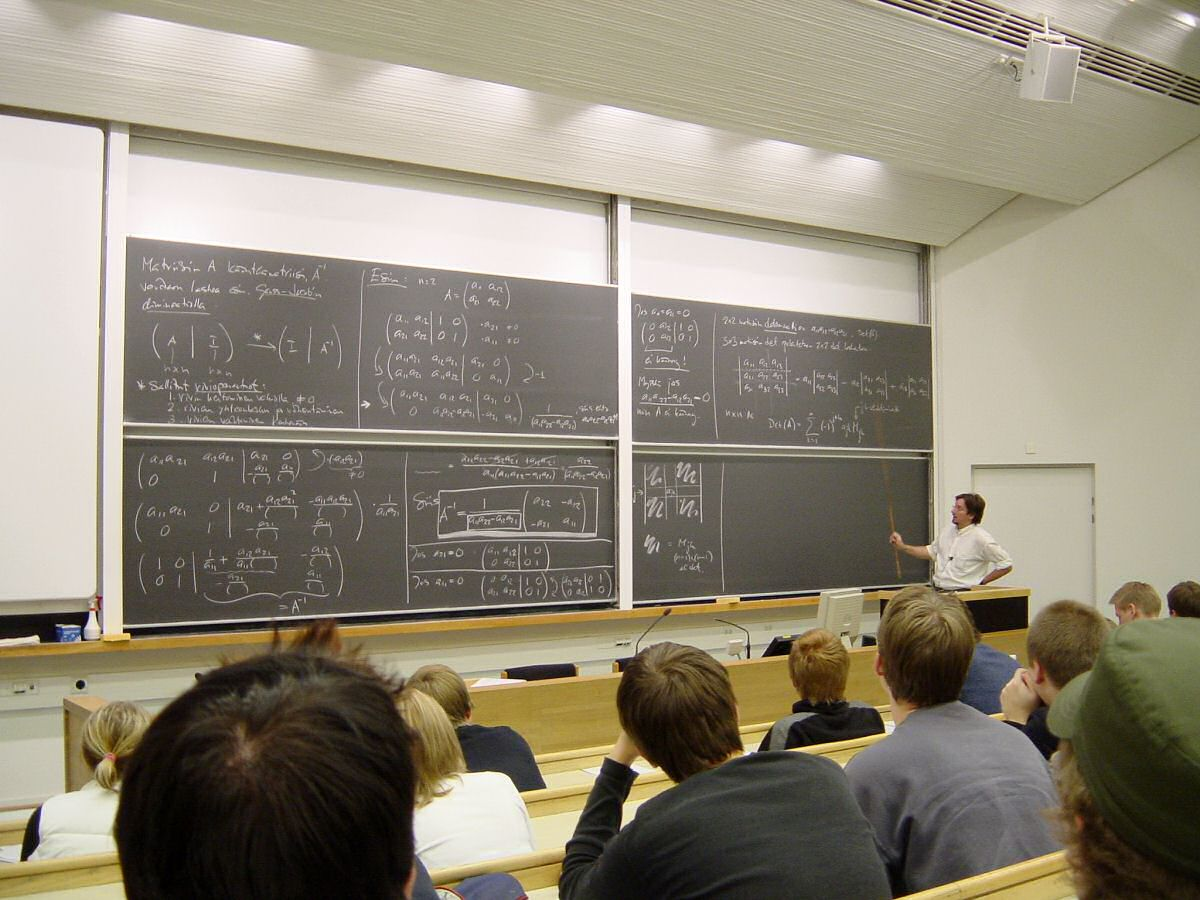
Fyrdubbel svart tavla på Helsingfors universitet.
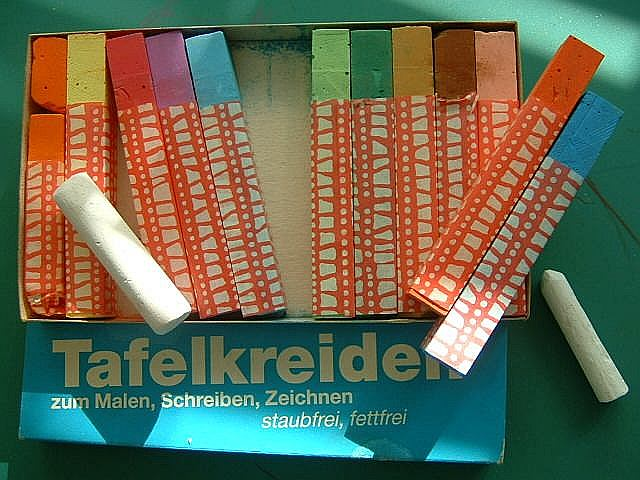
Kritor för svarta tavlan.